# Сейсмічність Латвії
Територія Латвії — характеризується низьким рівнем сейсмічності.

## Загальна характеристика
Латвія лежить на північному заході Східно-Європейської платформи, в межах якої виділяється Балтійська синекліза (Західна Латвія), Латвійська сідловина (Східна Латвія) і схил Балтійського щита (Північна Латвія). Сейсмічна активність у країн Балтії, серед них і Латвії, дуже незначна, для регіону вкрай нетипові землетруси магнітудою понад 4,5 балів (за шкалою Ріхтера).

## Землетруси в минулі століття
У XX ст. в Латвії та поблизу неї сталися наступні землетруси:
- 10 червня 1993 року, о 08:58 (GMT), в Балтійському морі, за 77 км від узбережжя Латвії стався сильно відчутний (за шкалою інтенсивності МSK-64) землетрус магнітудою 4,0 балів (за шкалою Ріхтера)[1];
- 20 липня 1993 року, о 10:51 (GMT), в Латвії, за 66 км на південний схід від Риги стався сильно відчутний (за шкалою інтенсивності МSK-64) землетрус 4,3 балів (за шкалою Ріхтера)[2].

## Землетруси XXІ століття

### 2005
27 січня, о 17:07 (за місцевим часом), в Латвії стався сильно відчутний (за шкалою інтенсивності МSK-64) землетрус магнітудою 4,3 балів  (за шкалою Ріхтера). Епіцентр землетрусу знаходився за 71 км на північний схід від Риги. гіпоцентр землетрусу залягав на глибині 25 км.

### 2006
12 вересня, о 10:56 (за місцевим часом), у Латвії стався сильно відчутний (за шкалою інтенсивності МSK-64) землетрус магнітудою 4,2 балів  (за шкалою Ріхтера). Епіцентр землетрусу знаходився за 52 км на північний схід від Риги. Глибину залягання гіпоцентру землетрусу визначити не вдалося, але передбачається, що вона була невеликою.

### 2017
29 серпня, о 19:20 (за місцевим часом), у Латвії стався ледве відчутний (за шкалою інтенсивності МSK-64) землетрус магнітудою 2,8 балів  (за шкалою Ріхтера). Епіцентр землетрусу знаходився за 24 км на північний захід від Валміера. Глибину залягання гіпоцентру землетрусу визначити не вдалося, але передбачається, що вона була невеликою.